# Stary Garbów
Stary Garbów est une localité polonaise de la gmina de Dwikozy, située dans le powiat de Sandomierz en voïvodie de Sainte-Croix. C'est la ville natale de Zawisza le Noir.